# Tetrahidrobiopterin
Tetrahydrobiopterin (BH4, THB, Kuvan, sapropterin) je prirodni esencijalni kofaktor tri hidroksilazna enzima aromatičnih aminokiselina. On se koristi u degradaciji aminokiseline fenilalanina, u biosintezi neurotransmitera serotonina (5-hidroksitriptamina, 5-HT), melatonina, dopamina, norepinefrina (noradrenalina), epinefrina (adrenalina), i deluje kao kofaktor u produkciji azotsuboksida (NO) sintazom azot oksida.

## Istorija
Utvrđeno je da tetrahidrobiopterin deluje kao enzimski kofaktor. Prvi enzim za koji je ustanovljeno da koristi tetrahidrobiopterin je fenilalaninska hidroksilaza (PAH).

## Biosinteza
Tetrahydrobiopterin se biosintetiše iz guanozin trifosfata (GTP) putem tri hemijske reakcije posredovane enzimima GTP ciklohidrolaza I (GTPCH), 6-piruvoiltetrahidropterin sinthaza (PTPS), i sepijapterin reduktaza (SR).

## Spoljašnje veze
|  | Molimo Vas, obratite pažnju na važno upozorenje u vezi sa temama iz oblasti medicine (zdravlja). |